# Elezioni europee del 2004 in Lituania
Le elezioni europee del 2004 in Lituania si sono tenute il 13 giugno.

## Risultati
| Liste  | Liste | Gruppo  | Voti      | %     | Seggi |
| ------ | --- | ------- | --------- | ----- | ----- |
|        | Partito del Lavoro | ALDE    | 363.996   | 30,16 | 5     |
|        | Partito Socialdemocratico di Lituania                                                                                          | PSE     | 174.124   | 14,43 | 2     |
|        | Unione della Patria - Conservatori di Lituania                                                                                 | PPE-DE  | 151.833   | 12,58 | 2     |
|        | Unione dei Liberali e di Centro                                                                                                | ALDE    | 135.601   | 11,23 | 2     |
|        | Unione dei Partiti dei Contadini e della Nuova Democrazia • Partito della Nuova Democrazia • Partito dei Contadini di Lituania | - UEN - | 89.452    | 7,41  | 1 -   |
|        | Partito dei Democratici Liberali                                                                                               | UEN     | 82.420    | 6,83  | 1     |
|        | Azione Elettorale dei Polacchi in Lituania                                                                                     | -       | 68.937    | 5,71  | -     |
|        | Nuova Unione (socioliberali)                                                                                                   | -       | 58.527    | 4,85  | -     |
|        | Democratici Cristiani di Lituania                                                                                              | -       | 31.162    | 2,75  | -     |
|        | Unione Sociale dei Conservatori Cristiani                                                                                      | -       | 31.061    | 2,57  | -     |
|        | Partito del Progresso della Nazione                                                                                            | -       | 14.294    | 1,18  | -     |
|        | Partito di Centro Nazionale | -       | 3.663     | 0,30  | -     |
| Totale | Totale | Totale  | 1.207.070 |       | 13    |